# St. Stephen, Minnesota
St. Stephen är en ort i Stearns County i Minnesota. Vid 2020 års folkräkning hade St. Stephen 797 invånare.